# Réfutation suivie de l'ouvrage d'Helvétius intitulé De l'homme
La Réfutation suivie de l'ouvrage d'Helvétius intitulé De l'homme est une critique de Denis Diderot, rédigée à partir de 1774, de l'ouvrage De l'hommede Claude-Adrien Helvétius.
Bien que le texte d'Helvétius ne fut édité qu'en 1774, Diderot en prend déjà connaissance à son arrivée à La Haye en 1773. C'est à son retour à La Haye en 1774 qu'il entame sa réfutation, en marge de son exemplaire.

## Contenu
Ainsi que le signale Diderot dans sa réfutation « L’objet de son ouvrage est de considérer l’esprit humain sous différentes faces, et de s’appuyer partout de faits. Ainsi il traite d’abord de l’esprit humain en lui-même. Il le considère ensuite relativement à la vérité et à l’erreur. » Puis, il examine le rapport avec la société. « L’objet de son troisième discours, c’est l’esprit considéré, ou comme un don de la nature, ou comme un effet de l’éducation. » C'est ici que Diderot commence de soulever de sérieuses objections car Helvétius ne tient pas compte des talents naturels et, dans le quatrième discours, attribue les différences individuelles au seul jeu de l'éducation.
Tout en comparant favorablement Helvétius à Montaigne, Diderot critique avec force la position d'Helvétius légitimant le despotisme de la part d'un prince juste et éclairé. Pour Diderot, au contraire, « Le gouvernement arbitraire d’un prince juste et éclairé est toujours mauvais. Ses vertus sont la plus dangereuse et la plus sûre des séductions : elles accoutument insensiblement un peuple à aimer, à respecter, à servir son successeur quel qu’il soit, méchant et stupide. Il enlève au peuple le droit de délibérer, de vouloir ou ne vouloir pas, de s’opposer même à sa volonté ».
Diderot dénonce une légitimation du pouvoir basée sur l’habitude, entraînant un abandon du droit de regard sur les affaires de la société. Il y a donc un droit mais aussi un devoir d’examen du pouvoir. Enfin, la fascination pour le despote estompe le statut de citoyen et de patriote. On justifie l'idée de priver un peuple de sa liberté dans l’objectif d’un plus grand bonheur, dans l'esprit de l'adage La fin justifie les moyens. Diderot réfute cette thèse en affirmant la primauté des libertés individuelles sur tout projet politique. C'est un des fondements de la réception de Diderot par la pensée anarchiste.

## Édition
Le texte est paru dans la Correspondance littéraire de janvier 1783 à mars 1786, avec une interruption de septembre 1783 à mars 1784, à titre donc largement posthume.
- Œuvres complètes de Diderot, volume II, texte établi par J. Assézat et M. Tourneux, Paris, Garnier, 1875, p. 275-456. Il s'agit de la première version imprimée, basée, en l'espèce, sur une copie autographe conservée à Léningrad.
- Diderot : œuvres philosophiques, édition de Paul Vernière, Paris, Garnier, 1964, p. 555-620 (extraits seulement).
- Diderot, Œuvres Complètes. Tome XXIV, Réfutations, Idées, VI, Paris, Hermann, 2004.